# Vela nos Jogos Pan-Americanos de 2011
A vela nos Jogos Pan-Americanos de 2011 foi realizada no Vallarta Yacht Club, em Puerto Vallarta, entre 17 e 23 de outubro. Foram disputadas nove classes, sendo duas masculinas, duas femininas e cinco mistas.

## Calendário
| Outubro | 13 | 14 | 15 | 16 | 17 | 18 | 19 | 20 | 21 | 22 | 23 | 24 | 25 | 26 | 27 | 28 | 29 | 30 |
| ------- | -- | -- | -- | -- | -- | -- | -- | -- | -- | -- | -- | -- | -- | -- | -- | -- | -- | -- |
| Vela    |    |    |    |    |    |    |    |    |    |    | 9  |    |    |    |    |    |    |    |

|  | Dia de competição |  | Dia de final |

## Países participantes
Abaixo, a quantidade de atletas enviados por cada país, de acordo com o evento.
| CON                          | Masculino | Masculino | Feminino | Feminino     | Misto   | Misto | Misto     | Misto    | Misto | Total  | Total   |
| CON                          | RS:X      | Laser     | RS:X     | Laser Radial | Sunfish | Snipe | Lightning | Hobie 16 | J/24  | Barcos | Atletas |
| ---------------------------- | --------- | --------- | -------- | ------------ | ------- | ----- | --------- | -------- | ----- | ------ | ------- |
| AHO Antilhas Neerlandesas    |           |           | X        | X            | X       |       |           |          |       | 3      | 3       |
| ARG Argentina                | X         | X         | X        | X            | X       | X     | X         | X        | X     | 9      | 16      |
| BER Bermudas                 |           |           |          |              | X       |       |           |          |       | 1      | 1       |
| BRA Brasil                   | X         | X         | X        | X            | X       | X     | X         | X        | X     | 9      | 16      |
| CAN Canadá                   | X         | X         | X        | X            |         |       | X         | X        | X     | 7      | 13      |
| CHI Chile                    |           | X         |          | X            | X       | X     | X         |          | X     | 6      | 12      |
| COL Colômbia                 | X         | X         |          |              | X       | X     |           |          |       | 4      | 5       |
| CUB Cuba                     | X         |           | X        |              |         | X     |           |          |       | 3      | 4       |
| DOM República Dominicana     |           | X         |          |              |         |       |           |          |       | 1      | 1       |
| ECU Equador                  |           |           |          | X            |         | X     | X         |          |       | 3      | 6       |
| GUA Guatemala                |           | X         |          | X            | X       |       |           | X        |       | 4      | 5       |
| ISV Ilhas Virgens Americanas |           | X         |          | X            |         |       |           |          |       | 2      | 2       |
| MEX México                   | X         | X         | X        | X            | X       | X     | X         | X        | X     | 9      | 16      |
| PER Peru                     | X         |           |          | X            | X       |       |           |          | X     | 4      | 7       |
| PUR Porto Rico               | X         |           |          |              | X       | X     |           | X        |       | 4      | 6       |
| TRI Trinidad e Tobago        |           | X         |          |              |         |       |           |          |       | 1      | 1       |
| USA Estados Unidos           | X         | X         | X        | X            | X       | X     | X         | X        | X     | 9      | 16      |
| URU Uruguai                  |           | X         |          | X            |         | X     |           |          |       | 3      | 4       |
| VEN Venezuela                | X         | X         |          | X            | X       |       |           | X        |       | 5      | 6       |
| Total: 19 CONs               | 10        | 13        | 7        | 13           | 12      | 10    | 7         | 8        | 7     | 87     | 140     |

## Medalhistas
| Evento                  | Ouro                                                                                | Prata                                                                              | Bronze                                                    |
| ----------------------- | ----------------------------------------------------------------------------------- | ---------------------------------------------------------------------------------- | --------------------------------------------------------- |
| RS:X masculino detalhes | Ricardo Winicki BRA Brasil                                                          | Mariano Reutemann ARG Argentina                                                    | David Mier MEX México                                     |
| RS:X feminino detalhes  | Patrícia Freitas BRA Brasil                                                         | Demita Vega MEX México                                                             | Farrah Hall USA Estados Unidos                            |
| Laser Radial detalhes   | Cecilia Carranza Saroli ARG Argentina                                               | Tania Elias Calles MEX México                                                      | Paige Railey USA Estados Unidos                           |
| Laser detalhes          | Julio Alsogaray ARG Argentina                                                       | Matías del Solar CHI Chile                                                         | Juan Ignacio Maegli GUA Guatemala                         |
| Sunfish detalhes        | Matheus Dellagnelo BRA Brasil                                                       | Paul Foerster USA Estados Unidos                                                   | Francisco Renna ARG Argentina                             |
| Snipe detalhes          | Gabriel Borges Alexandre Tinoco BRA Brasil                                          | Agustin Diaz Kathleen Tocke USA Estados Unidos                                     | Pablo Defazio Manfredo Finck URU Uruguai                  |
| Hobie Cat 16 detalhes   | Víctor Aponte Enrique Figueroa PUR Porto Rico                                       | Bernardo Arndt Bruno Oliveira BRA Brasil                                           | José Daniel Hernández Jason Hess GUA Guatemala            |
| Lightning detalhes      | Alberto González Diego González Cristian Herman CHI Chile                           | Derek Gauger Jay Lutz Jody Lutz USA Estados Unidos                                 | Cláudio Biekarck Marcelo Silva Gunnar Ficker BRA Brasil   |
| J24 detalhes            | Alexandre Saldanha Guilherme Hamelmann Maurício Oliveira Daniel Santiago BRA Brasil | George Abdullah III Geoffrey Becker John Mollicone Daniel Rabin USA Estados Unidos | Cristóbal Grez Marc Jux Juan Lira Matías Seguel CHI Chile |

## Quadro de medalhas
| Ordem | País               | Medalha de ouro | Medalha de prata | Medalha de bronze |    |
| ----- | ------------------ | --------------- | ---------------- | ----------------- | -- |
| 1     | BRA Brasil         | 5               | 1                | 1                 | 7  |
| 2     | ARG Argentina      | 2               | 1                | 1                 | 4  |
| 3     | CHI Chile          | 1               | 1                | 1                 | 3  |
| 4     | PUR Porto Rico     | 1               |                  |                   | 1  |
| 5     | USA Estados Unidos |                 | 4                | 2                 | 6  |
| 6     | MEX México         |                 | 2                | 1                 | 3  |
| 7     | GUA Guatemala      |                 |                  | 2                 | 2  |
| 8     | URU Uruguai        |                 |                  | 1                 | 1  |
| TOTAL | TOTAL              | 9               | 9                | 9                 | 27 |